# Цингст
Цингст (нім. Zingst) — громада в Німеччині, розташована в землі Мекленбург-Передня Померанія. Входить до складу району Передня Померанія-Рюген. Займає східну частину півострова Фішланд-Дарс-Цингст, що лежить на південному узбережжі Балтійського моря.
Площа — 50,34 км2. Населення становить 3154 ос. (станом на 31 грудня 2020).
Півострів відомий передусім як морський курорт. 
До 1874 року, коли були засипані морські рукави, що відділяли півострів Цинґст від півострова Дарс, півострів Цинґст був островом.

## Випробування ракет
За часів НДР, під час Холодної війни, східна частина півострова була закритою військовою територією, яку використовували для експериментальних запусків метеорологічних ракет. На початку 1970-тих були запущені 5 польських ракет Meteor 1E, з 1988 по 1992 роки були запущені 62 радянські ракети ММР-06М.

## Галерея

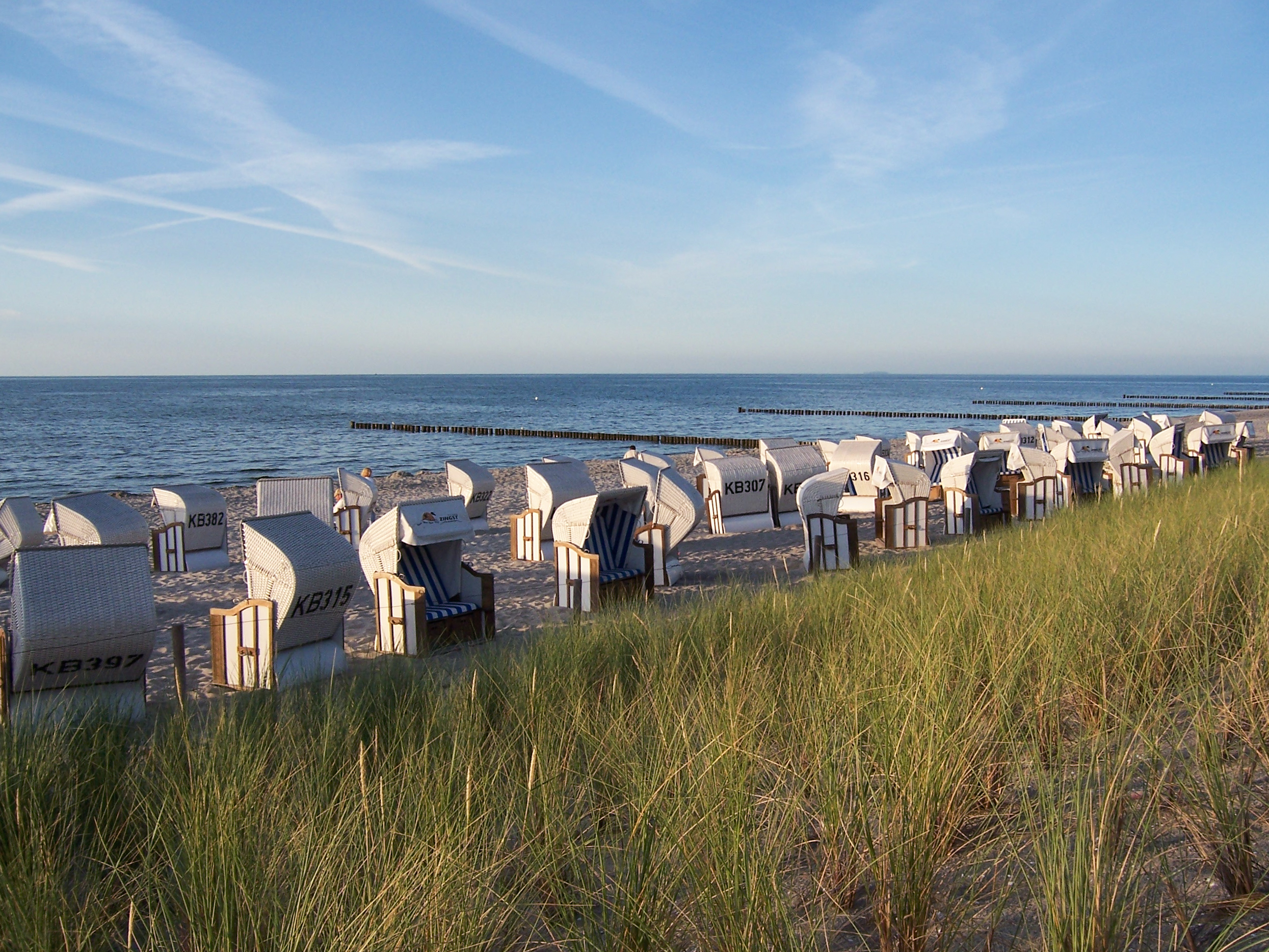
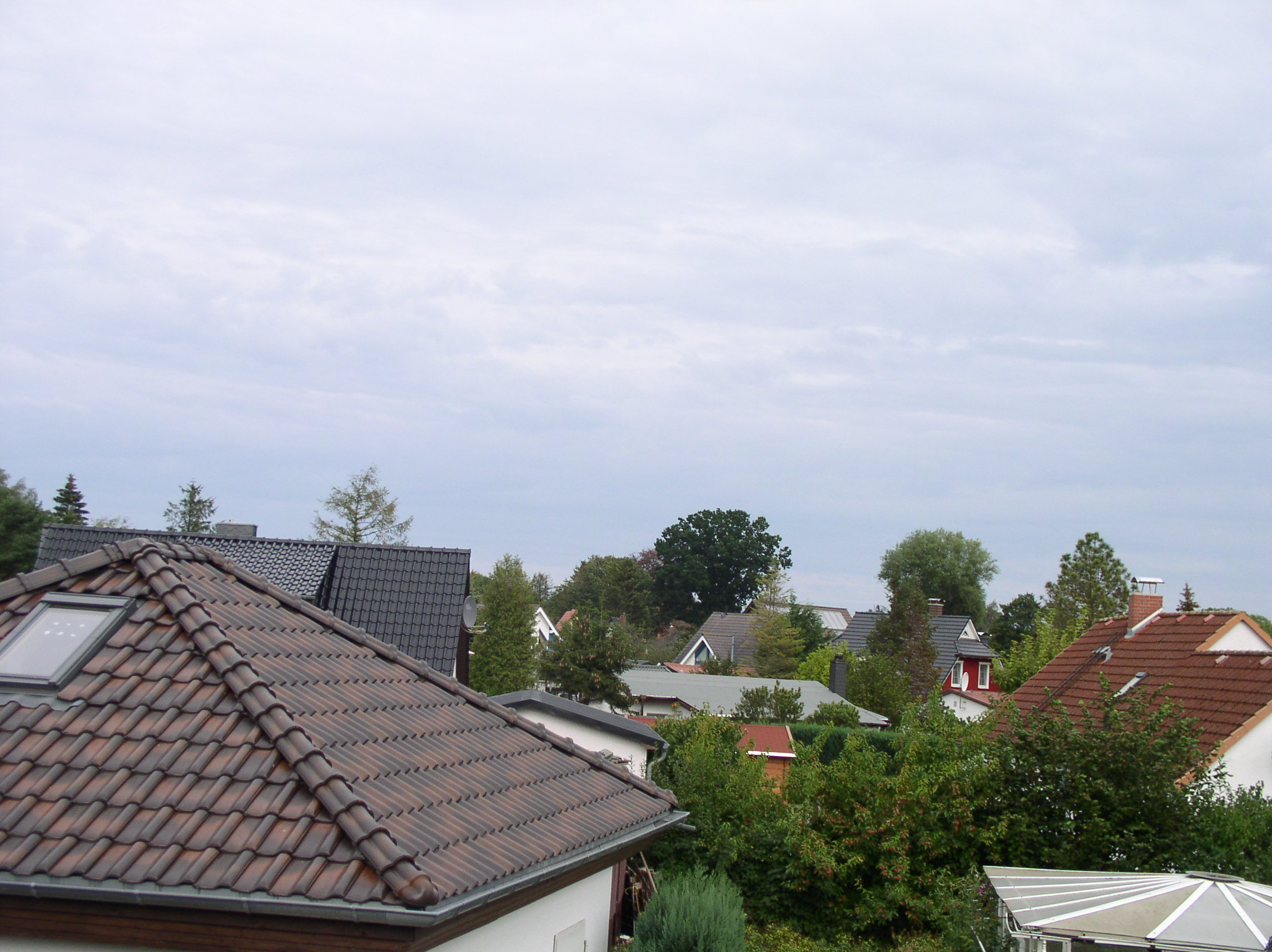
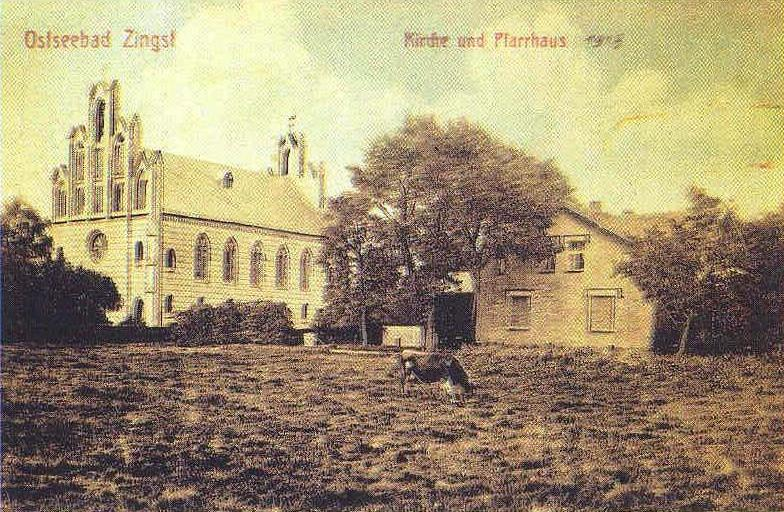
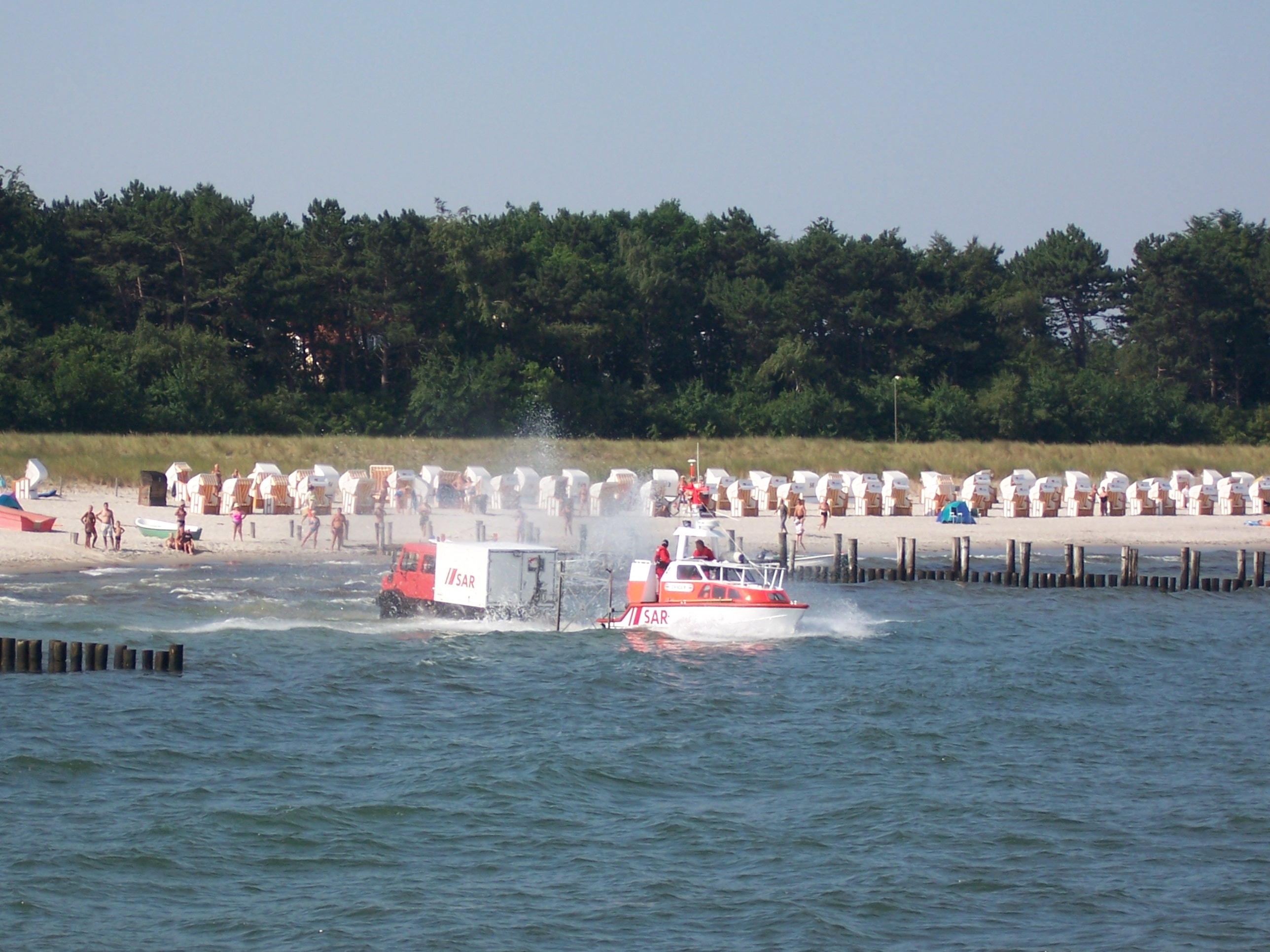
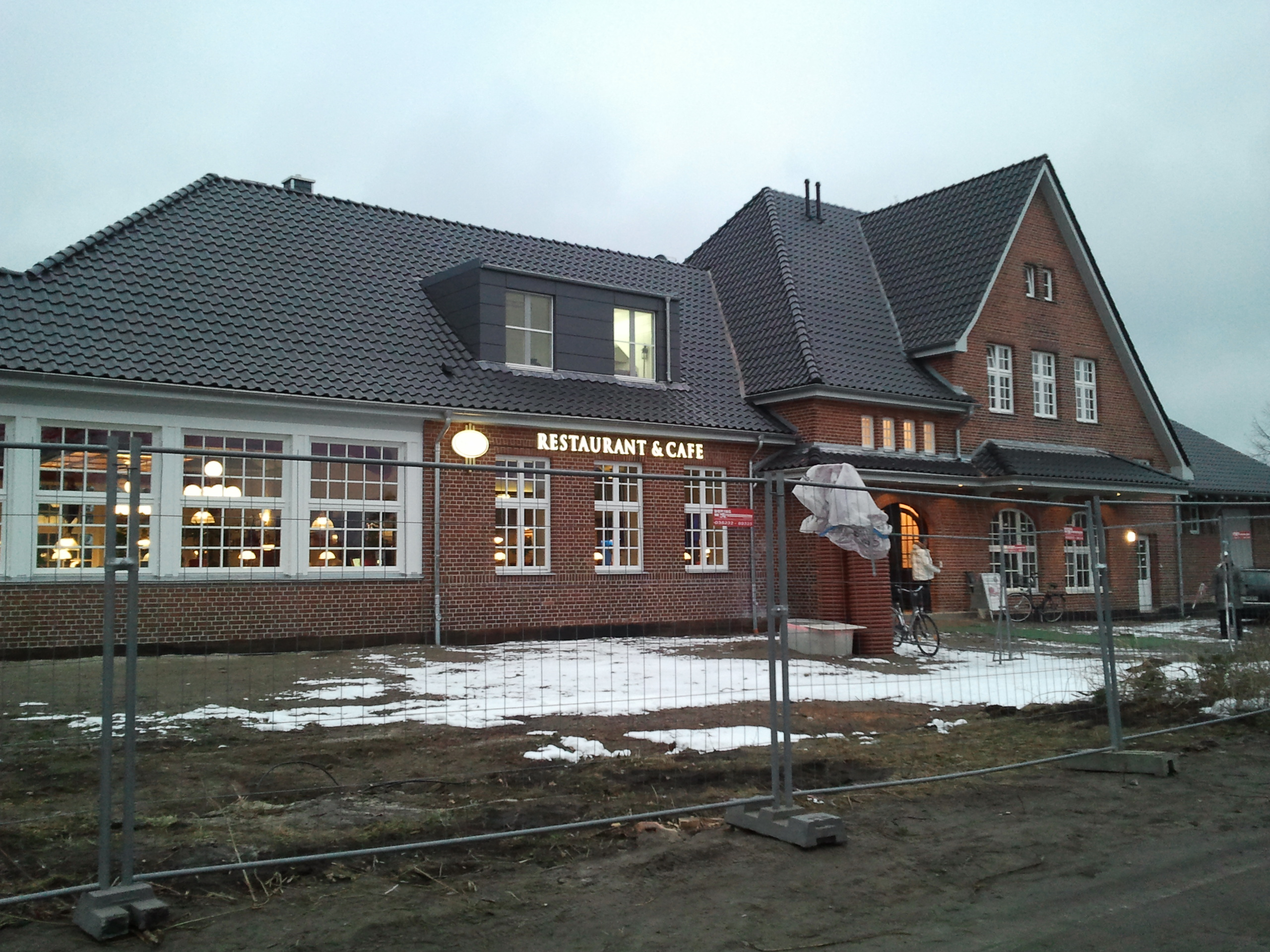
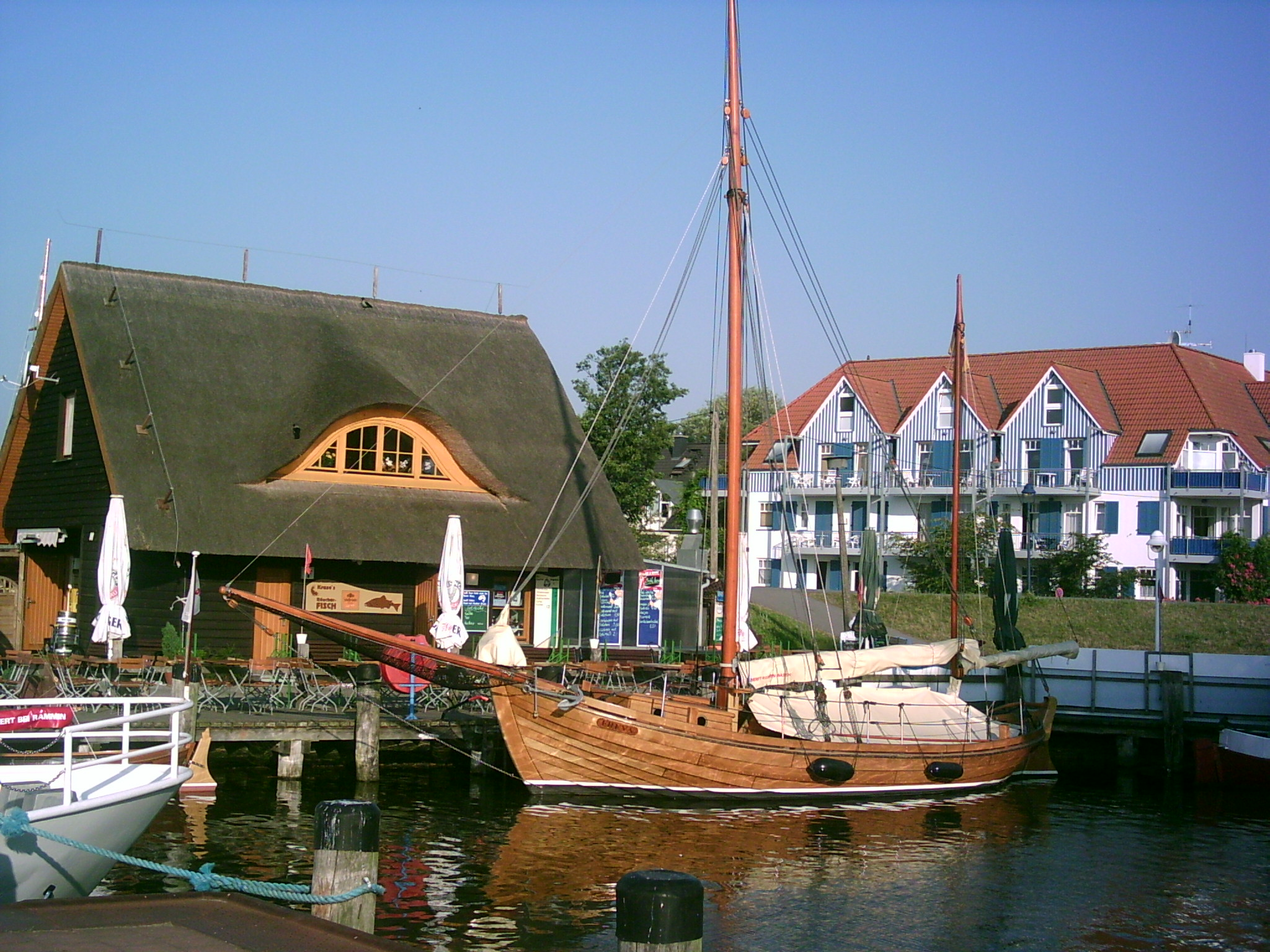
Гавань